# واحة البريمي
تَوَام ، أو (وَاحَة ٱلْبُرَيْمِي)، هي واحة ومنطقة تاريخية في إقليم عمان في شرق الجزيرة العربية، تمتد وتتوسط من جبال الحجر حتى ساحل الخليج العربي، وتشكل في الوقت الحاضر أجزاء من ما هو الآن الإمارات العربية المتحدة وغرب سلطنة عمان. وتميز من خلال المستوطنتين التوأمين في كل من العين والبريمي على الحدود الإماراتية العمانية.
تتكون الواحة من تسعة قرى وهم (صعراء، حماسة، هيلي، الجيمي، المويجعي، المعترض، الجاهلي، العين، والقطارة).

## أصل الكلمة والجغرافيا

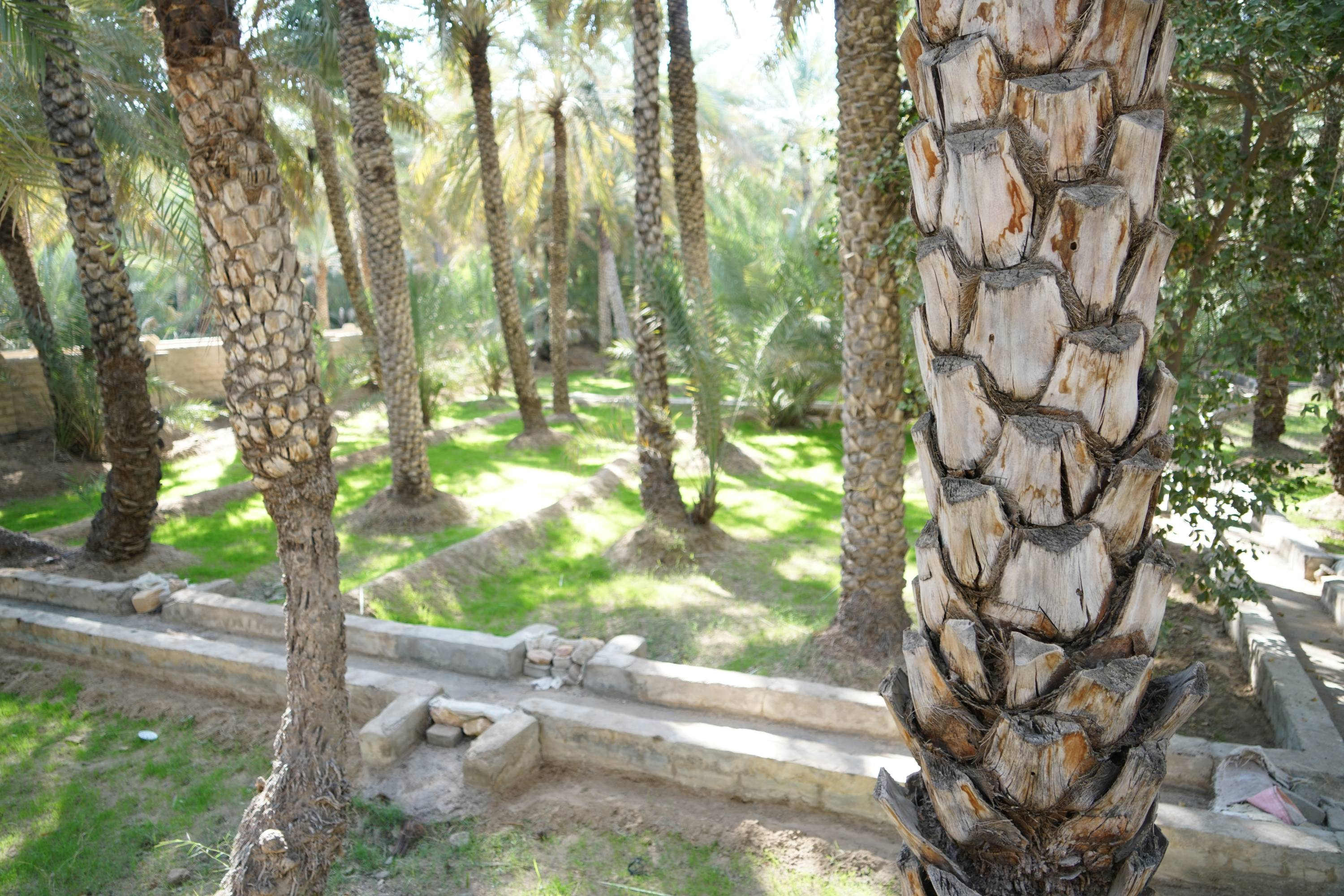
فلج في واحة العين، وأحدة من عدة افلاج موجودة في هذه المنطقة

العين هي المستوطنة الرئيسية في المنطقة الشرقية لإمارة أبوظبي، وتقع على الحدود الشرقية للبلاد مع عُمان، حيث تقع بلدة البريمي المجاورة. تقع المنطقة إلى الغرب من جبال الحجر الغربية وخليج عمان، وبالقرب من صحراء الربع الخالي. على ساحل الخليج العربي حيث تقع جميرا [[في إمارة دبي، والتي ربما كانت جزءًا من هذه المنطقة.
تعني كلمة توام «توأمان»، وتشير التقارير إلى أنه يشير إلى زوج من الفلج (القنوات المائية) في منطقة البريمي، كما هو محدد من أعمال أشخاص مثل سليل بن رزق في القرن التاسع عشر والطبري والمقدسي في القرن العاشر، وبالتالي أشخاص في القرن الحادي والعشرين مثل تيموثي باور، عالم الآثار وأستاذ مساعد في أبو ظبي الذين ساعدوا في تأسيس مشروع واحة البريمي للآثار الطبيعية. ومع ذلك، فإن المنطقة تتكون من واحات تعتمد على الأفلاج للري، مثل تلك الموجودة في واحة العين ووَاحَـة الْـقَـطَّـارَة في العين، وحماسة في البريمي.

## التاريخ وما قبل التاريخ

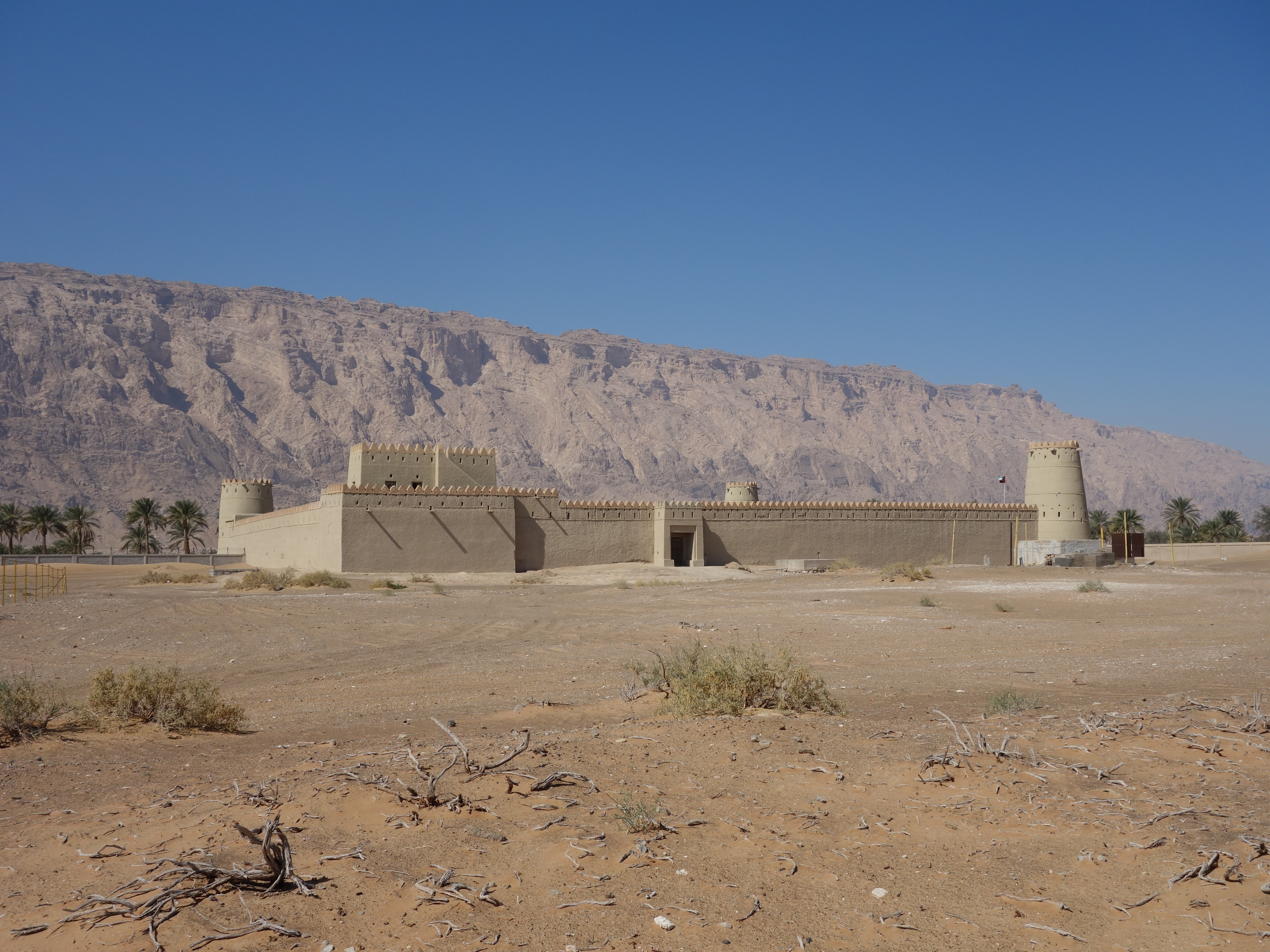
حصن مزياد في العين، الإمارات – معلم تراثي عند سفح جبل حفيت

عُثر على بقايا أثرية تعود إلى العصر البرونزي وما بعده، كما في الرميلة وهيلي وجبل حفيت، في هذه المنطقة. في العصور القديمة، ورد أن المنطقة كانت تستخدم من قبل العرب كمكان للتجمع، ومثل دبا، كانت تخضع للضريبة من قبل الجولاندا، الذين كانوا عملاء للساسانيين، الذين أبلغوا الحاكم العسكري الفارسية مرزبان، الذي كان مقره في الرستاق في ما هو الآن عمان.
مثل دبا ورأس الخيمة الحالية، شهدت المنطقة أحداثًا ذات صلة بالتاريخ الإسلامي في عهد الخلافة الراشدة، الأمويين والعباسيين.
في العصور الوسطى وخلال العصر الذهبي الإسلامي، كانت المنطقة، وعاصمتها «توام»، مجالًا مهمًا للتأثير على العرب. يُعتقد أن السيراميك والمواد الأخرى الموجودة هنا قد تم استيرادها من بلاد ما بين النهرين والهند والصين. في ذلك الوقت، كانت صحار، الواقعة إلى الشرق من هذه المنطقة، ذات أهمية مثل ميناء تجاري على ساحل خليج عمان لدرجة أنها كانت تعتبر «دبي أو سنغافورة في يومها». تم العثور على مسجد، يعتبر الأقدم في البلاد، بالقرب من مسجد الشيخ خليفة في العين من قبل الدكتور وليد التكريتي، إلى جانب فلج، ومجموعة من المنازل، وقرية يعود تاريخها إلى القرن التاسع أو العاشر.
كونها ذات موقع استراتيجي بالقرب من غرب هجر، كانت المنطقة محطة مهمة للأشخاص والقوافل التي تسافر بين الجبال وأجزاء أخرى من شبه الجزيرة العربية، مثل الأحساء. لم تكن المنطقة فقط، كونها غنية بأشجار النخيل، مهمة للتجارة، بل كانت تستخدم أيضًا من قبل بعض الأشخاص لتهريب العبيد، النساء أو الأطفال، قبل سنوات من تأسيس دولة الإمارات العربية المتحدة.